# Округ Шенон (Јужна Дакота)
Шенон (енгл. Shannon County) је округ у америчкој савезној држави Јужна Дакота.

## Демографија
По попису из 2010. године број становника је 13.586, што је 1.12 (9,0%) становника више него 2000. године.
| Група             | 2000.      | 2010.      |
| Белци             | 554 (4,4%) | 381 (2,8%) |
| Афроамериканци    | 10 (0,1%)  | 4 (0,0%)   |
| Азијати           | 3 (0,0%)   | 14 (0,1%)  |
| Хиспаноамериканци | 177 (1,4%) | 298 (2,2%) |
| Укупно            | 12.466     | 13.586     |